# Ирде
Ирде (њем. Uehrde) општина је у њемачкој савезној држави Доња Саксонија. Једно је од 37 општинских средишта округа Волфенбител. Према процјени из 2010. у општини је живјело 998 становника. Посједује регионалну шифру (AGS) 3158031.

## Географски и демографски подаци
Ирде се налази у савезној држави Доња Саксонија у округу Волфенбител. Општина се налази на надморској висини од 107 метара. Површина општине износи 24,3 km². У самом мјесту је, према процјени из 2010. године, живјело 998 становника. Просјечна густина становништва износи 41 становника/km².

## Међународна сарадња
| Мјесто   | Држава               | Врста сарадње | Од    |
| -------- | -------------------- | ------------- | ----- |
| Бромјард | Уједињено Краљевство | контакт       | 2000. |
|          | Француска            | партнерство   | 1986. |
| Извор    |                      |               |       |